# Arrondissements de l'Aisne
Cet article recense les arrondissements français du département de l'Aisne avec les différentes sous-préfectures.
Le préfet de l'Aisne est Nicolas Basselier depuis le 9 mai 2016 et la préfecture du département se situe à Laon.

## Composition

Carte des arrondissements et des sous-préfectures de l'Aisne :
Arrondissement de Laon
Arrondissement de Saint-Quentin
Arrondissement de Vervins
Arrondissement de Soissons
Arrondissement de Château-Thierry

Les cinq arrondissements actuels ont comme chefs-lieux :  Laon, Château-Thierry, Saint-Quentin, Soissons, Vervins.
| Nom                               | Code Insee | Superficie (km2) | Population (dernière pop. légale) | Densité (hab./km2) | Modifier             |
| --------------------------------- | ---------- | ---------------- | --------------------------------- | ------------------ | -------------------- |
| Arrondissement de Château-Thierry | 021        | 1 115,20         | 69 416 (2022)                     | 62                 | modifier les données |
| Arrondissement de Laon            | 022        | 2 175,30         | 153 495 (2022)                    | 71                 | modifier les données |
| Arrondissement de Saint-Quentin   | 023        | 1 071,20         | 126 102 (2022)                    | 118                | modifier les données |
| Arrondissement de Soissons        | 024        | 1 342,30         | 107 206 (2022)                    | 80                 | modifier les données |
| Arrondissement de Vervins         | 025        | 1 657,80         | 69 339 (2022)                     | 42                 | modifier les données |
| Aisne                             | 02         | 7 361,68         | 525 558 (2022)                    | 71                 | modifier les données |

## Histoire
- 1790 : création du département avec six districts : Château-Thierry, Chauny, Laon, Saint-Quentin, Soissons, Vervins
- 1800 : création des arrondissements : Laon, Château-Thierry, Saint-Quentin, Soissons, Vervins
- 1926 : suppression de l'arrondissement de Château-Thierry
- 1942 : restauration de l'arrondissement de Château-Thierry
- Au 1er janvier 2017, une réorganisation des arrondissements est effectuée, pour mieux intégrer les récentes modifications des intercommunalités ; 43 communes sur 804 sont affectées : 30 passent de Laon vers Vervins, 10 passent de Château-Thierry vers Soissons et 3 de Laon vers Soissons[1],[2].